# كريستين جنسن بيرك
كريستين جنسن بيرك (بالإنجليزية: Christine Jensen Burke)‏ هي متسلقة جبال أسترالية ونيوزيلندية، ولدت في 2 يوليو 1968.